# Crat
Crat war ein kleines arabisches Gewichtsmaß und galt in Mokka. Es war ein Gold- und Silbergewicht.
- 1 Crat = 2 39/50 Gran (Wiener)[1] = 1/5 Gramm = 0,2 Gramm
- 16 Crats = 1 Cafla/Koffila/Koffala = 3 1/5 Gramm
- 160 Crats = 1 Wackega/Vakia